# التخلص من التبعية الستالينية في رومانيا الاشتراكية

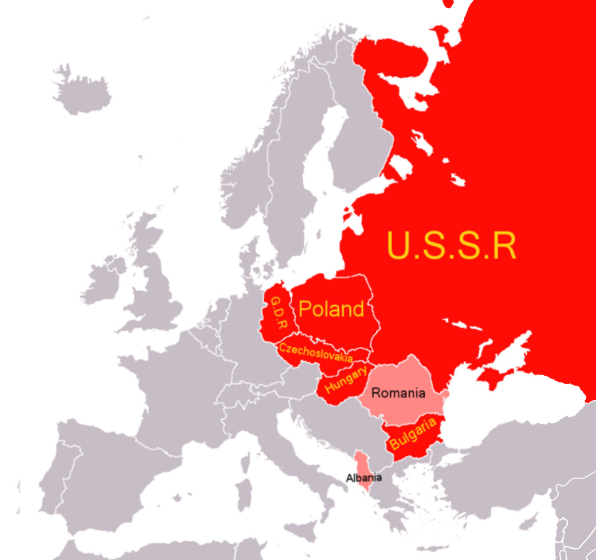
حلف وارسو في ستينات القرن الماضي.

يُعتبر التخلص من التبعية الستالينية في رومانيا الاشتراكية (بالإنجليزية: De-satellization of Communist Romania) من الاتحاد السوفييتي بمثابة تحرير رومانيا من السلطة الستالينية في أوائل الستينات. حققت القيادة الرومانية نجاحًا جزئيًا بالاستفادة من أخطاء نيكيتا خروتشوف ومواطن ضعفه. قَبِلت موسكو التسامح مع استقلال رومانيا لأن رومانيا لم تحدّ الستار الحديدي – كونها محاطة بدول اشتراكية - ولأن حزبها الحاكم لن يتخلى عن الشيوعية. وعلى الرغم من أن رومانيا ظلت عضوًا في كل من حلف وارسو وكوميكون، إلا أنه لم يكن من المفترض أن تكون عضوًا منبوذًا في أي منهما.
حتى قبل وصول نيكولاي تشاوتشيسكو إلى السلطة، كانت رومانيا دولة مستقلة بالفعل، على عكس بقية دول أعضاء حلف وارسو. إلى حد ما، كانت رومانيا أكثر استقلالية من كوبا (دولة شيوعية لم تكن عضوًا في حلف وارسو). كان النظام الروماني منيعًا إلى حد كبير ضد النفوذ السياسي السوفييتي، وكان تشاوتشيسكو الخصم الوحيد المُعلَن للغلاسنوست والبيريسترويكا. بسبب العلاقة المتضاربة بين بوخارست وموسكو، لم يحمل الغرب الاتحاد السوفييتي مسؤولية السياسات التي تنتهجها رومانيا، مثلما فعل مع دول أخرى في المنطقة مثل تشيكوسلوفاكيا وبولندا. في بداية عام 1990، أكّد وزير الخارجية السوفييتي إدوارد شيفردنادزه ضمنًا عدم وجود نفوذ سوفييتي على رومانيا. وعندما سُئل عما إذا كان من المنطقي أن يزور رومانيا بعد أقل من أسبوعين من ثورتها، أصرّ شيفردنادزه على أنه لن يتمكن من «استعادة النفوذ السوفييتي» إلا بالذهاب شخصيًا إلى رومانيا.
ترك استقلال رومانيا لا يترك مجالًا صغيرًا لاستقلال الدول الأخرى، وبالتالي كان لا بد من عزلها. في أواخر ستينات القرن العشرين، اقترح فلاديسلاف غومولكا من بولندا وتودور جيفكوف من بلغاريا إقصاء رومانيا من حلف وارسو على إثر التعديلات التي اقترحتها رومانيا على معاهدة الحدّ من انتشار الأسلحة النووية. تم التصريح في إعلان تأييد المشروع السوفييتي لمعاهدة الحدّ من الانتشار - الذي تم التوقيع عليه دون رومانيا - لأول مرة في تاريخ حلف وارسو عن الخلافات بين رومانيا وبقية الأعضاء. وقد مكّن ربيع براغ أن تقوم رومانيا بإعادة عزلها إلى الاستقلال. كان لتشاوتشيسكو الروماني نفوذًا محدودًا داخل حلف وارسو مثلما الأمر لشارل ديغول الفرنسي داخل حلف شمال الأطلسي. ومع ذلك، كان بدلا من انسحاب رومانيا من حلف وارسو مثلما فعل ديغول مع الهياكل المتكاملة لحلف شمال الأطلسي، إذ بدأت القيادة الرومانية في النظر إلى فوائد الميثاق كأداة لتأكيد استقلالها.
في الوقت الذي تولى فيه المارشال السوفييتي أندري غريتشكو قيادة حلف وارسو في عام 1960، كانت كل من رومانيا وألبانيا قد انشقتا عن الميثاق بسبب الأغراض العملية. في أوائل ستينات القرن العشرين، عَمِل غريتشكو في برامج تهدف إلى إجهاض الهرطقة العقائدية الرومانية، الأمر الذي هدد وحدة الميثاق وتماسكه، من أجل الحدّ من انتشارها إلى أعضاء آخرين في الميثاق. لم ينجح أي بلد آخر في الهروب من عضوية حلف وارسو بالطريقة التي نجحت بها رومانيا وألبانيا. لكن في حين انسحبت ألبانيا رسميًا من الميثاق في عام 1968، فإن رومانيا لم تفعل ذلك. كان من بين أسباب بقائها اهتمام تشاوتشيسكو بالحفاظ على التهديد المتمثل في غزو الميثاق حتى يتمكن من إظهار نفسه باعتباره قوميًا، فضلًا عن امتيازه في الوصول إلى نظرائه في منظمة حلف شمال الأطلسي ومنحه مقعدًا في مختلف المحافل الأوروبية لم يكن ليتمكن من الحصول عليه لولا ذلك كله. على سبيل المثال، شكلت رومانيا وما تبقى من دول أعضاءحلف وارسو بقيادة الاتحاد السوفييتي مجموعتين متميزتين في إعداد اتفاقية هلسنكي الختامية.
يطرح بعض المؤرخين مثل روبرت كينغ ودينيس ديليتانت جدالات ضد استخدام مصطلح «مستقل» لوصف علاقات رومانيا مع الاتحاد السوفييتي، مفضلين مصطلح «الحكم الذاتي» بسبب استمرار عضويتها في كل من الكوميكون وحلف وارسو، جنبًا إلى جنب مع التزامها بالاشتراكية. لكن هذا المنظور لا يفسر لماذا منعت رومانيا انضمام منغوليا إلى حلف وارسو في يوليو عام 1963، أو لماذا صوتت لصالح قرار الأمم المتحدة في نوفمبر عام 1963 حول معاهدة تلاتيلولكو عندما امتنعت الدول الاشتراكية الأخرى عن التصويت، أو لماذا عارضت اقتراح الاتحاد السوفييتي بتشكيل «ردّ فعل جماعي قوي» ضد الصين في عام 1964، إلى جانب عدة أمثلة يمكن ذكرها في الفترة ما بين 1963-1964.

## السياسة الخارجية لرومانيا خلال التخلص من التبعية الستالينية
بينما وقعت رومانيا والاتحاد السوفييتي معاهدة الصداقة والتعاون والمساعدة المتبادلة في عام 1970، واصلت رومانيا انتهاج سياساتها المستقلة. بقيت رومانيا محايدة أثناء الانقسام الصيني السوفييتي، وحافظت على علاقات ودية مع الصين، واعترفت بألمانيا الغربية في يناير عام 1967، ولم تقطع العلاقات الدبلوماسية مع إسرائيل بعد حرب 1967. عملت رومانيا أيضًا كأحد الوسطاء في المحادثات المصرية الإسرائيلية التي أدت إلى اتفاقات كامب ديفيد، التي عارضها الاتحاد السوفييتي. عندما قطعت دول الكتلة الشرقية الأخرى العلاقات الدبلوماسية مع تشيلي بعد انقلاب سبتمبر 1973، رفضت رومانيا القيام بذلك.
في عام 1979، في أعقاب الحرب الفيتنامية الكمبودية ضد كمبوتشيا الديمقراطية، الذي يدعمها الاتحاد السوفييتي، أصبحت رومانيا أول عضو في حلف وارسو يُدلي بأصواته ضد الاتحاد السوفييتي في الجمعية العامة للأمم المتحدة. استمرت رومانيا في الاعتراف بالخمير الحمر باعتبارهم الممثل الشرعي لكمبوديا في الأمم المتحدة (كانت رومانيا واحدة من عشرة بلدان احتفظت بسفارة في كمبوديا أثناء حكم بول بوت). أثناء الحرب السوفييتية في أفغانستان، امتنعت رومانيا عن التصويت على قرار من الجمعية العامة للأمم المتحدة يدعو إلى الانسحاب الفوري وغير المشروط للقوات السوفييتية. بعد شهر واحد، في اجتماع للدول الشيوعية في صوفيا، انضمت رومانيا إلى كوريا الشمالية في رفض تأييد الحرب.